# デニス・ホールトン
デニス・ショーン・ホールトン・ジュニア（Dennis Sean "D.J." Houlton Jr.、1979年8月12日 - ）は、アメリカ合衆国・カリフォルニア州フラートン出身の元プロ野球選手（投手）。右投右打。
ロサンゼルス・ドジャース、福岡ソフトバンクホークス時代は「D.J.ホールトン」、読売ジャイアンツ時代は「デニス・ホールトン」という登録名であった。

## 経歴

### アマチュア時代
1997年のMLBドラフト55巡目でシアトル・マリナーズに指名されるが、契約せずパシフィック大学に進学。在学中の2001年5月11日、対カリフォルニア大学リバーサイド校戦でノーヒットノーランを達成した。

### アストロズ・ドジャース時代
同年のMLBドラフト11巡目でヒューストン・アストロズに指名され、6月9日に契約した。2002年までは1A、2003年から2004年は2Aで過ごした後に、12月13日のルール5ドラフトでロサンゼルス・ドジャースに指名され、移籍した。
2005年は初のメジャー昇格を果たし、35試合登板（19試合先発）で6勝9敗、防御率5.16という成績を残した。オフにGMのポール・デポデスタ、監督のジム・トレーシーが解任され首脳陣が一新された2006年はメジャーに昇格できず、3Aでも9勝11敗、防御率5.60と不振だった。2007年はシーズン前半を3Aで過ごしたが、7月にメジャーに昇格。18試合にリリーフ登板して0勝2敗、防御率4.18だった。
シーズン終了後、福岡ソフトバンクホークスが緊急補強リストの筆頭候補に上げ、ドジャースからソフトバンクへ契約が譲渡された。

### ソフトバンク時代
2008年1月31日、ソフトバンクと契約合意。背番号は00、登録名は「D・J・ホールトン」。　
2008年はキャンプ中の故障で出遅れるも、4月11日の対埼玉西武ライオンズ戦で中継ぎとして初登板を果たすと、三者連続三振で切り抜けた。その後、小椋真介・久米勇紀と共にリリーフ陣の一角として活躍するが、やがて打ち込まれる試合が増えていき、一度は二軍に降格。後半戦から先発に配置転換されると、安定した投球で北京五輪によって離脱した和田毅・杉内俊哉の穴を埋める救世主的存在に成長した。しかし、徐々に対戦相手に研究されたことで打ち込まれたり、好投しても打線の援護が無く勝ち星が伸び悩んだ。
背番号を54に変更した2009年は、開幕から先発ローテーションに入り、杉内と並んで左右の両輪として活躍。9月5日の対西武戦で10勝目を挙げた。この年はリーグ優勝を果たした北海道日本ハムファイターズ戦に強く、6試合の登板で4勝を挙げた。
2010年5月19日の対阪神タイガース戦（福岡Yahoo!JAPANドーム）で右脚を痛め、21日に登録抹消された。7月19日の対西武戦で勝利を挙げたが、9月1日に再び抹消された。10月16日のクライマックスシリーズ・ファイナルステージ第3戦（対千葉ロッテマリーンズ戦）で好投して勝利を挙げたが、同年オフに球団から大幅減俸を提示され、残留交渉が難航したことにより保留選手名簿から外れ、12月2日に自由契約選手として公示された。その後も交渉が続けられた結果、ホールトンが減俸を受け入れて残留することが決まった。1月14日に再契約。
2011年は開幕から安定した投球を見せ、4月20日の対東北楽天ゴールデンイーグルス戦（北九州市民球場）でシーズン初勝利。4月27日の対日本ハム戦では自身初の完封勝利を挙げたほか、武田勝の対ソフトバンク戦の連勝を6で止めた。7月12日の対楽天戦で2年ぶりとなる10勝目を挙げた。9月13日の対西武戦（ヤフードーム）で15勝目を記録。最終的に19勝を挙げ、田中将大と並び最多勝のタイトルを獲得し、リーグ優勝に貢献した。この年に行われたクライマックスシリーズファイナルステージ（対西武）は、ホールトンが先発登板する前に3連勝（1勝のアドバンテージを含む4勝0敗）したことにより登板機会がなかった。11月16日、日本シリーズ第4戦に先発し、5回を投げて勝利投手となり、日本一に貢献。オフに（2010年オフと同様に）残留交渉が難航し、保留選手名簿から外れ、自由契約となった。

### 巨人時代
2011年12月16日、読売ジャイアンツと2年総額500万ドルでの契約合意が発表された。背番号はソフトバンク時代と同じ54、巨人での登録名は「デニス・ホールトン」となった。
2012年は8月11日の東京ヤクルトスワローズ戦で、2011年6月15日のオリックス・バファローズのアルフレッド・フィガロ以来、自身初＆この年12球団初の投手でソロホームランを放った。シーズン序盤は勝ち負けを交互に繰り返す等不安定で、開幕ローテションに加わりながら移籍後初勝利は4試合目の先発だった4月27日の横浜DeNAベイスターズ戦まで持ち越された。交流戦を境に調子を取り戻し、7月8日の阪神戦（東京ドーム）から9月8日のヤクルト戦（神宮）まで6連勝を記録。最終的には12勝8敗・防御率2.45と、セ・リーグでも十分な結果を残し日本一に貢献した。また、交流戦優勝決定戦となった6月16日の対楽天戦（Kスタ宮城）でも勝利投手となった。ナイトゲームでは6勝7敗、防御率3.54とやや打ち込まれたものの、デーゲームには滅法強く6勝1敗、防御率0.84と抜群の相性を誇った。
2013年も開幕ローテーション入り。4月5日の中日ドラゴンズ戦（東京ドーム）で移籍後初完投勝利を挙げるも、前年同様序盤は調子が上がらず勝ち負けを繰り返す登板が続く。そのため中盤に一度2軍に降格し、2軍で調整する日々が続いた。1軍復帰後は8月下旬から10月上旬にかけて5連勝し、最終的には9勝4敗と3年連続の2桁勝利は逃したものの、リーグ優勝に貢献。しかし、その後読売ジャイアンツは11月30日退団を発表した。

### 起亜時代
2014年1月2日、韓国プロ野球・起亜タイガースと契約。同年の起亜の開幕投手も務め5勝をあげたが、内容が徐々に悪化したため7月24日ウェーバー公示され退団した。
その後、現役を引退した。

### 引退後
2015年12月28日、NPBのオリックス・バファローズがホールトンを駐米スカウトとして採用すると発表した。2016年1月1日付で着任し、アメリカ西海岸を中心に担当する。

## 人物
非常に手のひらが大きく、30cmを超える。来日以降、箸の使い方に戸惑っていると語っている。
東京スポーツの手記で「福岡もホークスも大好きだ」と語っている。
小さい頃からのディズニーの大ファンで、学生時代はディズニーランドの清掃員のアルバイトをしていたことがある。

## 詳細情報

### 年度別投手成績
| 年 度    | 球 団        | 登 板 | 先 発 | 完 投 | 完 封 | 無 四 球 | 勝 利 | 敗 戦 | セ 丨 ブ | ホ 丨 ル ド | 勝 率 | 打 者 | 投 球 回 | 被 安 打 | 被 本 塁 打 | 与 四 球 | 敬 遠 | 与 死 球 | 奪 三 振 | 暴 投 | ボ 丨 ク | 失 点 | 自 責 点 | 防 御 率 | W H I P |
| -------- | ------------ | ----- | ----- | ----- | ----- | -------- | ----- | ----- | -------- | ----------- | ----- | ----- | -------- | -------- | ----------- | -------- | ----- | -------- | -------- | ----- | -------- | ----- | -------- | -------- | ------- |
| 2005     | LAD          | 35    | 19    | 0     | 0     | 0        | 6     | 9     | 0        | 0           | .400  | 578   | 129.0    | 145      | 21          | 52       | 3     | 8        | 90       | 2     | 0        | 79    | 74       | 5.16     | 1.53    |
| 2007     | LAD          | 18    | 0     | 0     | 0     | 0        | 0     | 2     | 0        | 2           | .000  | 113   | 28.0     | 28       | 5           | 7        | 0     | 0        | 21       | 0     | 0        | 14    | 13       | 4.18     | 1.25    |
| 2008     | ソフトバンク | 28    | 11    | 0     | 0     | 0        | 4     | 7     | 6        | 0           | .364  | 366   | 84.1     | 82       | 10          | 31       | 2     | 3        | 86       | 0     | 0        | 44    | 40       | 4.27     | 1.34    |
| 2009     | ソフトバンク | 25    | 25    | 3     | 0     | 1        | 11    | 8     | 0        | 0           | .579  | 680   | 171.0    | 137      | 22          | 43       | 0     | 6        | 138      | 2     | 0        | 58    | 55       | 2.89     | 1.05    |
| 2010     | ソフトバンク | 16    | 16    | 0     | 0     | 0        | 8     | 6     | 0        | 0           | .571  | 349   | 79.0     | 97       | 11          | 25       | 0     | 1        | 69       | 1     | 0        | 52    | 50       | 5.70     | 1.54    |
| 2011     | ソフトバンク | 26    | 26    | 3     | 2     | 2        | 19    | 6     | 0        | 0           | .760  | 680   | 172.1    | 132      | 8           | 36       | 0     | 7        | 121      | 2     | 0        | 43    | 42       | 2.19     | 0.97    |
| 2012     | 巨人         | 25    | 25    | 0     | 0     | 0        | 12    | 8     | 0        | 0           | .600  | 630   | 158.0    | 116      | 11          | 44       | 1     | 8        | 132      | 0     | 0        | 46    | 43       | 2.45     | 1.01    |
| 2013     | 巨人         | 18    | 18    | 1     | 0     | 1        | 9     | 4     | 0        | 0           | .692  | 426   | 103.2    | 85       | 14          | 32       | 0     | 5        | 67       | 5     | 0        | 45    | 43       | 3.73     | 1.13    |
| 2014     | 起亜         | 17    | 17    | 0     | 0     | 0        | 5     | 8     | 0        | 0           | .385  | 417   | 93.2     | 96       | 10          | 48       | 0     | 3        | 58       | 4     | 0        | 54    | 50       | 4.80     | 1.54    |
| MLB：2年 | MLB：2年     | 53    | 19    | 0     | 0     | 0        | 6     | 11    | 0        | 2           | .353  | 691   | 157.0    | 173      | 26          | 59       | 3     | 8        | 111      | 2     | 0        | 93    | 87       | 4.99     | 1.48    |
| NPB：6年 | NPB：6年     | 138   | 121   | 7     | 2     | 4        | 63    | 39    | 6        | 0           | .618  | 3131  | 768.1    | 649      | 76          | 211      | 3     | 30       | 613      | 10    | 0        | 288   | 273      | 3.11     | 1.12    |
| KBO：1年 | KBO：1年     | 17    | 17    | 0     | 0     | 0        | 5     | 8     | 0        | 0           | .385  | 417   | 93.2     | 96       | 10          | 48       | 0     | 3        | 58       | 4     | 0        | 54    | 50       | 4.80     | 1.54    |

- 各年度の太字はリーグ最高

### タイトル
NPB
- 最多勝利：1回 （2011年）

### 記録
NPB投手記録
- 初登板：2008年4月11日、対埼玉西武ライオンズ4回戦（福岡Yahoo! JAPANドーム）、8回表に3番手で救援登板、1回無失点
- 初奪三振：同上、8回表に赤田将吾から空振り三振
- 初セーブ：2008年4月12日、対埼玉西武ライオンズ5回戦（福岡Yahoo! JAPANドーム）、8回表に4番手で救援登板・完了、2回無失点
- 初勝利：2008年4月29日、対埼玉西武ライオンズ7回戦（西武ドーム）、11回裏に5番手で救援登板・完了、2回無失点
- 初先発：2008年7月2日、対オリックス・バファローズ10回戦（京セラドーム大阪）、5回1/3を4失点
- 初先発勝利：2008年7月26日、対千葉ロッテマリーンズ14回戦（福岡Yahoo! JAPANドーム）、7回1失点
- 初完投勝利：2009年6月8日、対阪神タイガース4回戦（阪神甲子園球場）、9回1失点
- 初完封勝利：2011年4月27日、対北海道日本ハムファイターズ2回戦（札幌ドーム）、5奪三振1四球

NPB打撃記録
- 初安打・初打点：2012年4月26日、対横浜DeNAベイスターズ3回戦（鹿児島県立鴨池野球場）、3回裏に阿斗里から左前適時打
- 初本塁打：2012年8月11日、対東京ヤクルトスワローズ13回戦（東京ドーム）、2回裏に館山昌平から左越ソロ

### 背番号
- 27 （2005年）
- 54 （2007年、2009年 - 2013年）
- 00 （2008年）
- 58 （2014年）